# Алкмеон
Алкмеон (на гръцки: Άλκμαιων) в древногръцката митология е син на Амфиарай и Ерифила. Един от епигоните – участник в похода срещу Тива.
Ерифила преследвала баща му да го убеди да участва е първият поход срещу Тива (Седемте срещу Тива), въпреки че знаела, че той ще загине там. Тя била убедена от Полиник да настоява за това, тъй като той ѝ обещал огърлицата на Хармония. Бащата на Алкмеон заклел синовете си да отмъстят за смъртта му. Като се върнал след похода на епигоните и превземането на Тива, Алкмеон убил майка си, като виновница за гибелта на баща му. Умирайки тя проклела него, както и страната, която ще му даде убежище. Богините на отмъщението – ериниите почнали да го преследват за това му деяние. Според версия, разработена от Еврипид (в несъхранената трагедия „Алкмеон в Псофида“), Алкмеон бил приютен от владетеля на Псофида (град в Аркадия) Фегей, за чиято дъщеря Алфесибея, Алкмеон се оженил. Не продължил дълго спокойния му живот. Проклятието на майка му го застигнало и скоро мор и глад покосил града. Делфийският оракул му казал да отиде при речния бог Ахелой и там ще намери очистване от кръвта, с която са изцапани ръцете му, а покой ще намери само в страна, която не е съществувала в момента на убийството. Напуснал дома си, жена си и сина си Клитий. По пътя посетил в Калидон Ойней, който гостоприемно го приел. Страната, която Алкмеон търсил се оказала издигнал се за дни в устието на Ахелой от речни наноси – остров. Алкмеон отишъл там, оженил се за Калироя, дъщерята на речния бог Ахелой. Калироя поискала да ѝ подари огърлицата на Хармония, която преди това е дал на Алфесибея. Алкмеон отишъл в Псофида и я поискал под предлог, че ще я дари на Делфийския оракул. Измамата му била разкрита и той бил убит от самия Фегей или от синовете му.
Алкмеон имал от Калироя двама сина – Акарнан и Амфотер. В трагедия на Еврипид „Алкмеон в Коринт“ се казва, че Алкмеон има две деца от връзката си с пророчицата Манто – Тисифона и Амфилох, които той оставил при Креон в Коринт. Жената на Креон продала Тисифона в робство, ревнувайки от красотата ѝ. Човекът, който я купил обаче се оказало, че работил за самия Алкмеон.